# Реакція Нормана
Реа́кція Но́рмана (англ. Normant reaction) — утворення алкеніл-магній-галогенідів (реактив Нормана) в тетрагідрофурані за схемою реакції Гріньяра.
>C=CR–X + Mg → >C=CR–MgX